# Oxychilidae
Oxychilidae – rodzina ślimaków trzonkoocznych (Stylommatophora), dawniej łączona z gatunkami obecnie zaliczanymi do rodzin Zonitidae i Gastrodontidae, w języku polskim określanymi nazwą szklarkowate lub szklarki. Rodzajem typowym rodziny Oxychilidae jest Oxychilus. 
Podział szklarkowatych (w znaczeniu Zonitidae s. l.)  na odrębne rodziny zaproponował Hausdorf, ale koncepcja ta budzi wiele kontrowersji wśród malakologów. W proponowanej klasyfikacji Hausdorf wyróżnił w obrębie Oxychilidae 3 podrodziny:
- Oxychilinae
- Daudebardiinae
- Godwiniinae

W takim znaczeniu charakterystyka rodziny nie jest możliwa. Klasyfikacja taka została przyjęta przez Boucheta i Rocroia w 2005 i przez Fauna Europaea, natomiast Riedel i Schileyko uważają Daudebardiidae za odrębną rodzinę. Pozostałe podrodziny włączane są przez część taksonomów do Zonitidae. Zdaniem autorów „Fauna Polski - charakterystyka i wykaz gatunków” ustalenie relacji pokrewieństwa pomiędzy analizowanymi gatunkami wymaga przeprowadzenia dalszych badań.
W przyjętym przez Hausdorfa znaczeniu Oxychilidae rodzina ta obejmuje około 250 gatunków, z czego na terenie Polski występuje 18.